# Franja (indumentaria)

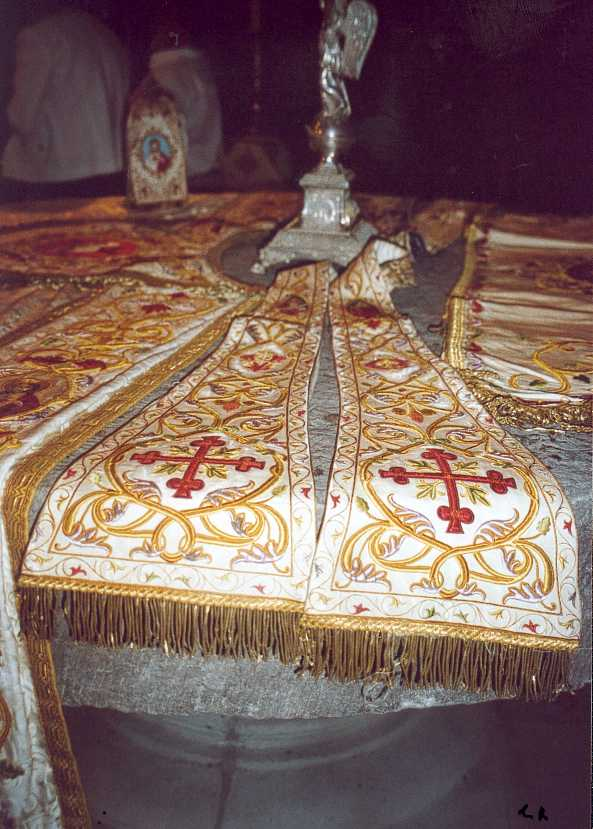
Franja en una estola

Se llama franja a un adorno de hilo, seda, lana, algodón u oro y plata, que se pone a la extremidad de los ornamentos de Iglesia, muebles, vestidos y otras cosas.
La franja se compone de tres partes, es decir:
- la cadenilla
- la cabeza
- el cuerpo

Se hacen de todas las materias que pueden ser hiladas. Hay franjas de seda retorcida y de seda floja. Se unen de modo que sus hilillos caigan siempre de un modo agradable y vistoso, regularmente hacia abajo.